# Ma trận đồng dạng
Trong đại số tuyến tính, hai ma trận vuông A và B cùng cỡ n × n được gọi là đồng dạng nếu tồn tại một ma trận khả nghịch P cỡ n × n sao cho
{\displaystyle B=P^{-1}AP.}
Các ma trận đồng dạng biểu diễn cùng một ánh xạ tuyến tính dưới hai cơ sở (có thể) khác nhau, với P là ma trận chuyển cơ sở.
Một phép biến đổi A ↦ P−1AP trên các ma trận được gọi là một biến đổi đồng dạng hay biến đổi liên hợp của ma trận A. Vì thế trong nhóm tuyến tính tổng quát, sự đồng dạng là tương tự với sự liên hợp, và hai ma trận đồng dạng còn có thể gọi là liên hợp; tuy nhiên trong một nhóm con H cho trước của nhóm tuyến tính tổng quát, khái niệm liên hợp có thể hạn chế hơn khái niệm đồng dạng vì nó yêu cầu rằng P được chọn phải nằm trong H.

## Ví dụ mở đầu
Khi xác định một biến đổi tuyến tính, có thể có trường hợp từ phép chuyển cơ sở suy ra một dạng đơn giản hơn của phép biến đổi đó. Ví dụ, ma trận biểu diễn cho một phép quay trong ℝ3 khi trục quay không thẳng hàng với các trục tọa độ có thể quá phức tạp để tính toán. Nếu ta có hệ tọa độ sao cho trục quay thẳng hàng với trục z dương thì ma trận biến đổi của phép quay chỉ đơn giản là
{\displaystyle S={\begin{bmatrix}\cos \theta &-\sin \theta &0\\\sin \theta &\cos \theta &0\\0&0&1\end{bmatrix}}},
với {\displaystyle \theta } là góc quay. Trong hệ tọa độ mới, phép biến đổi này có thể được viết dưới dạng
{\displaystyle y'=Sx'},
trong đó x' và y' tương ứng là các vectơ ban đầu và sau khi biến đổi trong cơ sở mới chứa một vectơ song song với trục quay. Còn trong cơ sở ban đầu phép biến đổi được viết dưới dạng
{\displaystyle y=Tx},
trong đó các vectơ x và y và ma trận biến đổi quay mà ta chưa biết T đều trong cơ sở ban đầu. Để viết T dưới dạng ma trận đơn giản hơn {\displaystyle S} ta sử dụng ma trận chuyển cơ sở P biến đổi x và y thành {\displaystyle x'=Px} và {\displaystyle y'=Py}:
{\displaystyle {\begin{aligned}&&y'&=Sx'\\&\Rightarrow &Py&=SPx\\&\Rightarrow &y&=\left(P^{-1}SP\right)x=Tx\end{aligned}}}
Vì vậy ma trận biến đổi trong cơ sở ban đầu được cho bởi {\displaystyle T=P^{-1}SP}. Ta tìm được phép biến đổi trong cơ sở ban đầu, đó là tích của ba ma trận có thể dễ dàng suy ra được. Thực ra, phép biến đổi đồng dạng hoạt động theo ba bước sau: đổi sang cơ sở mới (P), thực hiện phép biến đổi đơn giản trong đó (S), và chuyển lại về cơ sở ban đầu (P−1).

## Tính chất
Sự đồng dạng ma trận là một quan hệ tương đương trên không gian các ma trận vuông (hay các tự đồng cấu tuyến tính).
Bởi vì các ma trận là đồng dạng khi và chỉ khi chúng biểu diễn cùng một toán tử tuyến tính đối với các cơ sở (có thể) khác nhau nên các ma trận đồng dạng có mọi thuộc tính tương tự toán tử của chúng:
- Hạng
- Đa thức đặc trưng, và các thuộc tính suy ra từ nó:
  - Định thức
  - Vết
  - Giá trị riêng, và tính nghiệm bội đại số của chúng
- Tính nghiệm bội hình học của các giá trị riêng (nhưng không phải các không gian riêng, được biến đổi tùy theo ma trận chuyển cơ sở P được sử dụng).
- Đa thức cực tiểu
- Dạng chuẩn tắc Frobenius
- Dạng chuẩn tắc Jordan, với hoán vị của các khối Jordan
- Chỉ số của ma trận lũy linh
- Các ước nguyên sơ, tạo ra một tập hợp các bất biến cho sự đồng dạng ma trận trên một vành chính

Bởi vì điều này, cho một ma trận A, người ta quan tâm đến việc tìm một dạng ma trận "chuẩn tắc" B đồng dạng với A—khi đó việc nghiên cứu ma trận A được đưa về nghiên cứu ma trận đơn giản hơn B. Ví dụ, A được gọi là chéo hóa được nếu nó đồng dạng với một ma trận đường chéo. Không phải tất cả ma trận đều có thể chéo hóa được, nhưng ít nhất trên trường số phức (hay bất kỳ một trường đóng đại số), mỗi ma trận đều đồng dạng với một ma trận tương ứng ở dạng Jordan. Không có dạng đơn giản nào ở trên là duy nhất (vì các phần tử trên đường chéo chính hoặc các khối Jordan có thể được hoán vị) nên vì vậy chúng không thực sự là dạng chính tắc; hơn nữa việc xác định chúng phụ thuộc vào liệu có thể phân tích đa thức cực tiểu hay đặc trưng của A (tương đương với việc tìm các giá trị riêng).
Dạng chính tắc hữu tỉ hay dạng Frobenius không có những hạn chế trên: nó có thể tồn tại trên trường bất kỳ, thực sự là duy nhất và có thể được tính chỉ bằng các phép toán số học trong trường; A và B đồng dạng khi và chỉ khi chúng có cùng dạng chính tắc hữu tỉ. Dạng chính tắc hữu tỉ được xác định bằng các ước nguyên sơ của A; các ước này có thể được thấy ngay từ một ma trận ở dạng Jordan, nhưng chúng cũng có thể được xác định trực tiếp cho một ma trận bất kỳ bằng cách tính dạng chuẩn tắc Smith trên trường các đa thức, của ma trận (với các phần tử là đa thức) XIn − A (chính là ma trận mà định thức của nó xác định đa thức đặc trưng). Chú ý là dạng chuẩn tắc Smith này tự nó không phải là một dạng chuẩn tắc của A; hơn nữa nó cũng không đồng dạng với XIn − A, nhưng thu được từ ma trận đó bằng cách nhân vào bên trái và bên phải các ma trận khả nghịch khác nhau (với phần tử là các đa thức).
Sự đồng dạng của ma trận không phụ thuộc vào trường nền: nếu L là một trường chứa K là một trường con, và A và B là hai ma trận trên K thì A và B là các ma trận đồng dạng trên K khi và chỉ khi chúng là các ma trận đồng dạng trên L. Điều này là do dạng chính tắc hữu tỉ trên K cũng là dạng chính tắc hữu tỉ trên L. Điều này có nghĩa là ta có thể sử dụng dạng Jordan tồn tại trên một trường lớn hơn để xác định liệu các ma trận đã cho có đồng dạng.
Trong định nghĩa của ma trận đồng dạng, nếu ma trận P có thể được chọn là một ma trận hoán vị thì A và B được gọi là đồng dạng hoán vị; nếu P có thể được chọn là một ma trận unita thì A và B là tương đương unita. Định lý phổ phát biểu rằng mọi ma trận chuẩn tắc đều tương đương unita với một ma trận đường chéo. Định lý Specht phát biểu rằng hai ma trận là tương đương unita khi và chỉ khi chúng thỏa mãn một số đẳng thức về vết nhất định.